# ماری ایو نولت
ماری ایو نولت (انگلیسی: Marie-Ève Nault؛ زادهٔ ۱۶ فوریهٔ ۱۹۸۲) بازیکن فوتبال اهل کانادا است.
از باشگاه‌هایی که در آن بازی کرده‌است می‌توان به باشگاه فوتبال کیف اوربرو دی‌اف‌اف اشاره کرد.
وی همچنین در تیم ملی فوتبال زنان کانادا بازی کرده‌است.